# Österbergsmuren
Österbergsmuren este o arie protejată (arie specială de conservare — SAC, sit de importanță comunitară — SCI) din Suedia întinsă pe o suprafață de 21,7 ha, integral pe uscat.

## Localizare
Centrul sitului Österbergsmuren este situat la coordonatele 60°42′37″N 16°24′17″E / 60.7103°N 16.4047°E.

## Înființare
Situl Österbergsmuren a fost declarat sit de importanță comunitară în iulie 2000 pentru a proteja un număr necunoscut de specii din flora spontană și fauna sălbatică aflate în arealul zonei. Situl a fost protejat și ca arie specială de conservare în martie 2011.

## Biodiversitate
Situată în ecoregiunea boreală, aria protejată conține 4 habitate naturale: Mlaștini turboase de tranziție și turbării mișcătoare, Mlaștini împădurite, Izvoare fino-scandinave și mlaștini produse de izvoare bogate în minerale, Taiga vestică.
La baza desemnării sitului se află un număr nedeclarat de specii protejate.